# تايناي (نييغاتا)
مدينة تايناي (بالإنجليزية: Tainai)‏ هي أحد المدن التابعة لمحافظة نييغاتا. تأسست رسميًا في 01/09/2005. ويقدر عدد سكانها بـ 32165 نسمة حسب تقدير مكتب الإحصاء الياباني لعام 2012. تبلغ مساحة تايناي 265.18 كم2. بكثافة سكانية تبلغ 121 نسمة/كم2.

## المناخ
يظهر الجدول التالي التغييرات المناخية على مدار السنة لتايناي:
| البيانات المناخية لـتايناي          | البيانات المناخية لـتايناي | البيانات المناخية لـتايناي | البيانات المناخية لـتايناي | البيانات المناخية لـتايناي | البيانات المناخية لـتايناي | البيانات المناخية لـتايناي | البيانات المناخية لـتايناي | البيانات المناخية لـتايناي | البيانات المناخية لـتايناي | البيانات المناخية لـتايناي | البيانات المناخية لـتايناي | البيانات المناخية لـتايناي | البيانات المناخية لـتايناي |
| الشهر                               | يناير                      | فبراير                     | مارس                       | أبريل                      | مايو                       | يونيو                      | يوليو                      | أغسطس                      | سبتمبر                     | أكتوبر                     | نوفمبر                     | ديسمبر                     | المعدل السنوي              |
| ----------------------------------- | -------------------------- | -------------------------- | -------------------------- | -------------------------- | -------------------------- | -------------------------- | -------------------------- | -------------------------- | -------------------------- | -------------------------- | -------------------------- | -------------------------- | -------------------------- |
| متوسط درجة الحرارة الكبرى °م (°ف)   | 4.8 (40.6)                 | 5.3 (41.5)                 | 9.3 (48.7)                 | 16.5 (61.7)                | 21.5 (70.7)                | 25.1 (77.2)                | 28.6 (83.5)                | 31.0 (87.8)                | 26.5 (79.7)                | 20.5 (68.9)                | 14.1 (57.4)                | 8.4 (47.1)                 | 17.6 (63.7)                |
| المتوسط اليومي °م (°ف)              | 2.1 (35.8)                 | 2.1 (35.8)                 | 5.1 (41.2)                 | 11.3 (52.3)                | 16.4 (61.5)                | 20.5 (68.9)                | 24.3 (75.7)                | 26.2 (79.2)                | 21.8 (71.2)                | 15.8 (60.4)                | 10.0 (50.0)                | 5.1 (41.2)                 | 13.4 (56.1)                |
| متوسط درجة الحرارة الصغرى °م (°ف)   | −0.6 (30.9)                | −0.8 (30.6)                | 1.3 (34.3)                 | 6.3 (43.3)                 | 11.7 (53.1)                | 16.5 (61.7)                | 20.7 (69.3)                | 22.3 (72.1)                | 18.0 (64.4)                | 11.7 (53.1)                | 6.1 (43.0)                 | 2.1 (35.8)                 | 9.6 (49.3)                 |
| الهطول مم (إنش)                     | 255.2 (10.05)              | 166.1 (6.54)               | 134.0 (5.28)               | 114.9 (4.52)               | 131.5 (5.18)               | 148.7 (5.85)               | 212.4 (8.36)               | 164.0 (6.46)               | 172.0 (6.77)               | 199.4 (7.85)               | 260.7 (10.26)              | 273.6 (10.77)              | 2٬232٫5 (87.89)            |
| ساعات سطوع الشمس الشهرية            | 33.7                       | 52.7                       | 104.1                      | 164.1                      | 188.2                      | 167.4                      | 159.9                      | 202.0                      | 139.7                      | 125.8                      | 70.8                       | 41.1                       | 1٬449٫5                    |
| المصدر: Japan Meteorological Agency |                            |                            |                            |                            |                            |                            |                            |                            |                            |                            |                            |                            |                            |

## توأمة
لتايناي (نييغاتا) اتفاقيات توأمة مع:
- كاربوندال